# Torneo de Shenzhen
El Torneo de Shenzhen es un torneo de tenis relativamente nuevo en el Tour de la WTA ya que comenzó a disputarse anualmente desde el año 2013 en la ciudad china de Shenzhen a principios del mes de enero sobre superficie dura. Fue junto al Florianópolis uno de los dos nuevos torneos que se integraron a la gira de la WTA en 2013 en reemplazo del Torneo de Andalucía que se realizaba en Marbella. Este torneo pertenece a la categoría de los Torneos WTA 250 de la WTA. 
A finales de 2013 se anunció que Shenzhen había ganado la franquicia del Abierto de Tailandia por lo que desde 2014 se disputa también categoría masculina. Actualmente está dentro del calendario en la categoría ATP World Tour 250.
El torneo femenino se lleva a cabo durante la primera semana del año, como un evento de calentamiento de dos semanas antes del Abierto de Australia. Caso de los hombres se lleva a cabo en septiembre. En la final masculina de sencillos de 2014, Tommy Robredo dispuso de 5 bolas de torneo, las cuales Andy Murray salvó. Andy acabó ganando por 5-7, 7-6(9) y 6-1. Con su victoria ante Robredo, Andy Murray logró su título Nº 29 ATP singles, el británico no ganaba un título desde Wimbledon 2013. 

## Campeones

### Individual femenino
| 2013 | Na Li                                              | Klara Zakopalová                                   | 6-3, 1-6, 7-5                                      |                                                    |                                                    |
| 2014 | Na Li                                              | Shuai Peng                                         | 6-4, 7-5                                           |                                                    |                                                    |
| 2015 | Simona Halep                                       | Timea Bacsinszky                                   | 6-2, 6-2                                           |                                                    |                                                    |
| 2016 | Agnieszka Radwańska                                | Alison Riske                                       | 6-3, 6-2                                           |                                                    |                                                    |
| 2017 | Kateřina Siniaková                                 | Alison Riske                                       | 6-3, 6-4                                           |                                                    |                                                    |
| 2018 | Simona Halep                                       | Kateřina Siniaková                                 | 6-1, 2-6, 6-0                                      |                                                    |                                                    |
| 2019 | Aryna Sabalenka                                    | Alison Riske                                       | 4-6, 7-6(2), 6-3                                   |                                                    |                                                    |
| 2020 | Ekaterina Alexandrova                              | Elena Rybakina                                     | 6-2, 6-4                                           |                                                    |                                                    |
| 2021 | Torneo cancelado debido a la Pandemia de COVID-19. | Torneo cancelado debido a la Pandemia de COVID-19. | Torneo cancelado debido a la Pandemia de COVID-19. | Torneo cancelado debido a la Pandemia de COVID-19. | Torneo cancelado debido a la Pandemia de COVID-19. |

### Dobles femenino
| 2013 | Hao-Ching Chan Yung-Jan Chan                       | Irina Buryachok Valeria Solovieva                  | 6-0, 7-5                                           |                                                    |                                                    |
| 2014 | Monica Niculescu Klára Zakopalová                  | Lyudmyla Kichenok Nadiya Kichenok                  | 6-3, 6-4                                           |                                                    |                                                    |
| 2015 | Lyudmyla Kichenok Nadiya Kichenok                  | Chen Liang Yafan Wang                              | 6-4, 7-6(6)                                        |                                                    |                                                    |
| 2016 | Vania King Monica Niculescu                        | Xu Yifan Saisai Zheng                              | 6-1, 6-4                                           |                                                    |                                                    |
| 2017 | Andrea Hlaváčková Shuai Peng                       | Ioana Raluca Olaru Olga Savchuk                    | 6-1, 7-5                                           |                                                    |                                                    |
| 2018 | Irina-Camelia Begu Simona Halep                    | Barbora Krejčíková Kateřina Siniaková              | 1-6, 6-1, [10-8]                                   |                                                    |                                                    |
| 2019 | Shuai Peng Zhaoxuan Yang                           | Yingying Duan Renata Voráčová                      | 6-4, 6-3                                           |                                                    |                                                    |
| 2020 | Barbora Krejčíková Kateřina Siniaková              | Yingying Duan Saisai Zheng                         | 6-2, 3-6, [10-4]                                   |                                                    |                                                    |
| 2021 | Torneo cancelado debido a la Pandemia de COVID-19. | Torneo cancelado debido a la Pandemia de COVID-19. | Torneo cancelado debido a la Pandemia de COVID-19. | Torneo cancelado debido a la Pandemia de COVID-19. | Torneo cancelado debido a la Pandemia de COVID-19. |

### Individual masculino
| 2014   | Andy Murray              | Tommy Robredo            | 5-7, 7-6(9), 6-1         |                          |                          |
| 2015   | Tomáš Berdych            | Guillermo García-López   | 6-3, 7-6(7)              |                          |                          |
| 2016   | Tomáš Berdych            | Richard Gasquet          | 7-6(5), 6-7(2), 6-3      |                          |                          |
| 2017   | David Goffin             | Alexandr Dolgopolov      | 6-4, 6-7(5), 6-3         |                          |                          |
| 2018   | Yoshihito Nishioka       | Pierre-Hugues Herbert    | 7-5, 2-6, 6-4            |                          |                          |
| 2019 - | No se disputó el torneo. | No se disputó el torneo. | No se disputó el torneo. | No se disputó el torneo. | No se disputó el torneo. |

### Dobles masculino
| 2014   | Jean-Julien Rojer Horia Tecău  | Samuel Groth Chris Guccione   | 6-4, 7-6(4)              |                          |                          |
| 2015   | Jonathan Erlich Colin Fleming  | Chris Guccione André Sá       | 6-1, 6-7(3), [10-6]      |                          |                          |
| 2016   | Fabio Fognini Robert Lindstedt | Oliver Marach Fabrice Martin  | 7-6(4), 6-3              |                          |                          |
| 2017   | Alexander Peya Rajeev Ram      | Nikola Mektić Nicholas Monroe | 6-3, 6-2                 |                          |                          |
| 2018   | Ben McLachlan Joe Salisbury    | Robert Lindstedt Rajeev Ram   | 7-6(5), 7-6(4)           |                          |                          |
| 2019 - | No se disputó el torneo.       | No se disputó el torneo.      | No se disputó el torneo. | No se disputó el torneo. | No se disputó el torneo. |

- Datos: Q22026039